# 21082 Araimasaru
21082 Araimasaru è un asteroide della fascia principale. Scoperto nel 1991, presenta un'orbita caratterizzata da un semiasse maggiore pari a 2,5735287 UA e da un'eccentricità di 0,3070086, inclinata di 6,00455° rispetto all'eclittica.